# East Rutherford
East Rutherford est un arrondissement du comté de Bergen, dans l'État américain du New Jersey. C'est une banlieue de la ceinture intérieure de la ville de New York, située à 11 km à l'ouest de Midtown Manhattan. Sa population est de 8 798 habitants d'après le recensement de 2007. Selon le recensement américain de 2020, la population de l'arrondissement était de 10 022 habitants, soit une augmentation de 1 109 (+ 12,4 %) par rapport au recensement de 2010 de 8 913 habitants, ce qui reflète à son tour une augmentation de 197 (+ 2,3 %) par rapport aux 8 716 habitants recensés lors du recensement de 2000.
En vertu d'une loi de la législature du New Jersey du 17 avril 1889, une partie de l'ancien canton d'Union a été constituée sous le nom de canton de Boiling Springs. Le nouveau canton tire son nom d'une source de la communauté. Le 28 mars 1894, le borough d'East Rutherford fut créé, sur la base des résultats d'un référendum tenu la veille, et le canton de Boiling Springs fut dissous. Bien que ses frontières ne soient pas modifiées, le nom et la forme de gouvernement furent modifiés. Le borough fut le deuxième à être formé pendant le phénomène de « boroughitis » qui balayait alors le comté de Bergen, au cours duquel 26 boroughs furent formés dans le comté en 1894 seulement.

## Géographie
Selon le Bureau du recensement des États-Unis, l'arrondissement avait une superficie totale de 4,04 milles carrés (10,47 km2), dont 3,71 milles carrés (9,61 km2) de terre et 0,33 mille carré (0,85 km2) d'eau (8,14 %).
East Rutherford est délimité au nord par les arrondissements de Carlstadt et Wallington et au sud par l'arrondissement de Rutherford dans le comté de Bergen ; par Secaucus dans le comté d'Hudson ; et par Passaic dans le comté de Passaic. La rivière Passaic est la limite ouest et la rivière Hackensack est la limite est. La zone dans laquelle se trouve East Rutherford est la vallée des rivières Passaic et Hackensack.
Carlton Hill est une communauté non constituée en société située dans le canton.

## Démographie

### Recensement de 2010
Le recensement de 2010 aux États-Unis a dénombré 8 913 personnes, 3 792 ménages et 2 226 familles dans l'arrondissement. La densité de population était de 2 403,2 par mile carré (927,9/km2). Il y avait 4 018 unités d'habitation à une densité moyenne de 1 083,4 par mile carré (418,3/km2). La composition raciale était la suivante : 73,04 % (6 510) de Blancs, 4,50 % (401) de Noirs ou d'Afro-Américains, 0,22 % (20) d'Amérindiens, 13,93 % (1 242) d'Asiatiques, 0,03 % (3) d'Insulaires du Pacifique, 5,83 % (520) d'autres races et 2,43 % (217) de deux races ou plus. Les Hispaniques ou les Latinos de toute race représentaient 17,54 % (1 563) de la population.
Sur les 3 792 ménages, 24,2 % avaient des enfants de moins de 18 ans ; 42,9 % étaient des couples mariés vivant ensemble ; 11,6 % avaient une femme au foyer sans mari présent et 41,3 % n'étaient pas des familles. Sur l'ensemble des ménages, 33,5 % étaient composés d'individus et 11,6 % avaient une personne vivant seule âgée de 65 ans ou plus. La taille moyenne des ménages était de 2,35 et la taille moyenne des familles de 3,06.
18,1 % de la population avait moins de 18 ans, 8,6 % entre 18 et 24 ans, 33,2 % entre 25 et 44 ans, 26,6 % entre 45 et 64 ans et 13,5 % avaient 65 ans ou plus. L'âge médian était de 37,8 ans. Pour 100 femmes, la population comptait 93,0 hommes. Pour 100 femmes âgées de 18 ans et plus, il y avait 92,5 hommes.
L'enquête sur la communauté américaine de 2006-2010 du Bureau du recensement a montré que (en dollars de 2010 ajustés à l'inflation) le revenu médian des ménages était de 62 471 $ (avec une marge d'erreur de +/- 8 225 $) et le revenu familial médian de 71 357 $ (+/- 10 225 $). Le revenu médian des hommes était de 57 511 $ (+/− 8 669 $) contre 48 502 $ (+/− 2 269 $) pour les femmes. Le revenu par habitant de l'arrondissement était de 32 467 $ (+/− 2 752 $). Environ 5,9 % des familles et 6,5 % de la population vivaient sous le seuil de pauvreté, dont 4,2 % des moins de 18 ans et 13,4 % des 65 ans et plus.
Les couples de même sexe étaient à la tête de 19 ménages en 2010, soit une baisse par rapport aux 27 ménages recensés en 2000.

### Recensement de 2000
Selon le recensement américain de 2000,[15] 8 716 personnes, 3 644 ménages et 2 157 familles résidaient dans l'arrondissement. La densité de population était de 2 289,1 habitants par mile carré (883,8/km2). Il y avait 3 771 unités d'habitation à une densité moyenne de 990,4 par mile carré (382,4/km2). La composition raciale de l'arrondissement était de 79,68 % de Blancs, 3,72 % d'Afro-Américains, 0,11 % d'Amérindiens, 10,69 % d'Asiatiques, 0,05 % d'insulaires du Pacifique, 3,21 % d'autres races et 2,54 % de deux races ou plus. Les Hispaniques ou les Latinos de toute race représentaient 10,65 % de la population.
Il y avait 3 644 ménages, dont 25,2 % avaient des enfants de moins de 18 ans vivant avec eux, 44,4 % étaient des couples mariés vivant ensemble, 10,8 % avaient une femme au foyer sans mari présent et 40,8 % n'étaient pas des familles. 33,4 % de tous les ménages étaient composés d'individus et 11,6 % avaient une personne vivant seule âgée de 65 ans ou plus. La taille moyenne des ménages était de 2,35 personnes et la taille moyenne des familles de 3,05 personnes.
Dans l'arrondissement, la répartition par âge de la population montre que 19,4 % avaient moins de 18 ans, 7,1 % de 18 à 24 ans, 36,5 % de 25 à 44 ans, 22,7 % de 45 à 64 ans et 14,3 % avaient 65 ans ou plus. L'âge médian était de 38 ans. Pour 100 femmes, il y avait 94,8 hommes. Pour 100 femmes de 18 ans et plus, il y avait 93,8 hommes.[39][40] Le revenu médian d'un ménage de l'arrondissement était de 50 163 $ et le revenu médian d'une famille était de 59 583 $. Les hommes avaient un revenu médian de 40 798 $ contre 36 047 $ pour les femmes. Le revenu par habitant de l'arrondissement était de 28 072 $. Environ 7,4 % des familles et 9,6 % de la population vivaient sous le seuil de pauvreté, dont 10,1 % des moins de 18 ans et 11,6 % des 65 ans et plus.

## Sport
East Rutherford abrite le Meadowlands Sports Complex, qui comprend la Meadowlands Arena et le MetLife Stadium, et abritait autrefois le Giants Stadium. L'arène est surtout connue comme l'ancien domicile des Devils du New Jersey de la Ligue nationale de hockey et des Nets du New Jersey de la National Basketball Association, et pour avoir accueilli des matchs de basket-ball universitaire, du football américain, des concerts et d'autres événements. Le MetLife Stadium abrite les Giants de New York et les Jets de New York de la National Football League (NFL), les Guardians de New York de la XFL, et a accueilli le Super Bowl XLVIII, qui a fait d'East Rutherford la plus petite ville à avoir jamais accueilli un Super Bowl. East Rutherford sera l'un des 16 sites choisis pour accueillir les matchs de la Coupe du monde de la FIFA 2026, avec huit matchs, dont la finale au MetLife Stadium (New York/New Jersey Stadium). Le Giants Stadium, qui a accueilli les Giants et les Jets jusqu'en 2009, était également le domicile d'origine des Red Bulls de New York de la Major League Soccer. East Rutherford est la seule municipalité de moins de 10 000 habitants à avoir accueilli simultanément cinq équipes sportives professionnelles, ainsi que la plus petite ville à accueillir une équipe sportive professionnelle dans ses limites.
L'arrondissement abrite également American Dream Meadowlands, un grand centre commercial et complexe de divertissement qui s'appelait à l'origine « Xanadu » et qui a ouvert ses portes le 25 octobre 2019.
L'équipe des Nets du New Jersey (NBA) était domiciliée à l'Izod Center avant leur départ pour Brooklyn en 2012. La ville accueillit WrestleMania 29 le 7 avril 2013 et WrestleMania 35 le 7 avril 2019.

## Source
- (en) Cet article est partiellement ou en totalité issu de l’article de Wikipédia en anglais intitulé « East Rutherford, New Jersey » (voir la liste des auteurs).